# Derby South

La circonscription dans le Derbyshire.

La circonscription de Derby South est une circonscription électorale anglaise située dans le Derbyshire, et représentée à la Chambre des communes du Parlement britannique depuis 1983 par Margaret Beckett du Parti travailliste.